# Chionaema candida
Chionaema candida là một loài bướm đêm thuộc phân họ Arctiinae, họ Erebidae.